# Cretone (mitologia)
Nella mitologia greca,  Cretone era il nome di uno dei personaggi presenti nella guerra di Troia, scoppiata per colpa del rapimento di Elena, moglie di Menelao un re acheo, effettuato da Paride figlio di Priamo il re di Troia. Tale guerra scoppiata fra i due regni viene raccontata da Omero nell'Iliade.

## Il mito
Cretone era figlio di Diocle, nipote di Ortiloco e fratello gemello di Orsiloco, (ai tempi era sovente cambiare il nome dei figli di una sola lettera rispetto a quello del padre) proveniva da Fere, grande città del tempo (anche se esistevano due città con lo stesso nome ma situate in luoghi diversi), e si schierò contro troia, al fianco di Agamennone. Anche se era un guerriero esperto dovette arrendersi contro Enea che lo uccise insieme a suo fratello in una delle tante battaglie. 

### Interpretazione e realtà storica
Visto che i gemelli discendenti dal dio del fiume Alfeo ed essendo tale mito ripetuto più volte in vari racconti si presume dovesse essere collegato ad una sorta di leggenda o realtà del luogo importante, ma mai giunta a noi.

### Fonti
- Omero, Iliade V, versi 542-549
- Omero, Odissea III, versi 488 e seguenti

### Traduzione delle fonti
- Omero, Iliade, quinta edizione, Bergamo, BUR, 2005, ISBN 88-17-17273-1. Traduzione di Giovanni Cerri